# Poggiolo
Poggiolo (en cors Poghjolu) és un municipi francès, situat a la regió de Còrsega, al departament de Còrsega del Sud. L'any 1999 tenia 95 habitants.

## Demografia
| 1962 | 1968 | 1975 | 1982 | 1990 | 1999 |
| ---- | ---- | ---- | ---- | ---- | ---- |
| 88   | 120  | 117  | 93   | 76   | 95   |

## Administració
| Període   | Identitat      | Partit | Qualitat |
| --------- | -------------- | ------ | -------- |
| 2001-2008 | Angèle Pinelli |        |          |